# Rezolucja Rady Bezpieczeństwa ONZ nr 1678
Rezolucja Rady Bezpieczeństwa ONZ nr 1678 została uchwalona 15 maja 2006 podczas 5437. posiedzenia Rady.
Rezolucja przedłuża mandat Misji ONZ w Etiopii i Erytrei (UNMEE) do 31 maja 2006 i jednocześnie nakazuje sekretarzowi generalnemu przedłożenie w ciągu siedmiu raportu o stanie przestrzegania przez obie strony rezolucji 1640. 